# Michael Brostrup
Michael Brostrup (født 15. januar 1965) er en dansk skuespiller.
Brostrup er uddannet fra Skuespillerskolen ved Odense Teater i 1993 og var til året efter tilknyttet teatret, hvor han bl.a. spillede rollen som Valentin i stykket "Hellig tre konger". I 1997 blev han tilknyttet Aalborg Teater, hvor han i 1999 fik sit gennembrud med rollen som Romeo i "Romeo og Julie". Han har desuden medvirket i adskillige andre opsætninger ved den nordjyske landsdelsscene.
Fra 2012 kan Michael Brostrup opleves i En skærsommernats drøm på Det Kgl Teater.
I 1994 medvirkede han i Erik Clausens Min fynske barndom, hvor han spillede smedens Lars, han spillede den danske arkitekt i den norske succes-miniserie Berlinerpoplene og i 2009 var han med i tv-serien Blekingegade. 2013 Kvinden i buret og 2014 Fasandræberne som Børge Bak. Medvirkede i Spies og Glistrup, Skytten og Tarok - alle i 2013

## Udvalgt filmografi

### Film
- Min fynske barndom (1994) – Lars, smedesøn
- Kvinden i buret (2013) – Børge Bak
- Skytten (2013) – PET-betjent
- Spies og Glistrup (2013) – Orson Nielsen
- Tarok (2013) – Jens Hansen
- Fasandræberne (2014) – Børge Bak
- 9. April (2015) – Oberst Hartz
- Vindmøllernes sus (2016)
- Vinterbrødre (2017)
- Journal 64 (2018)

### Tv-serier
- Berlinerpoplene (2007) – Kim Neufeldt
- Blekingegade (2009-2010) – Anders Elkjær, kriminalassistent
- Arvingerne (2014) – Henning